# Rajissa Kyrytschenko

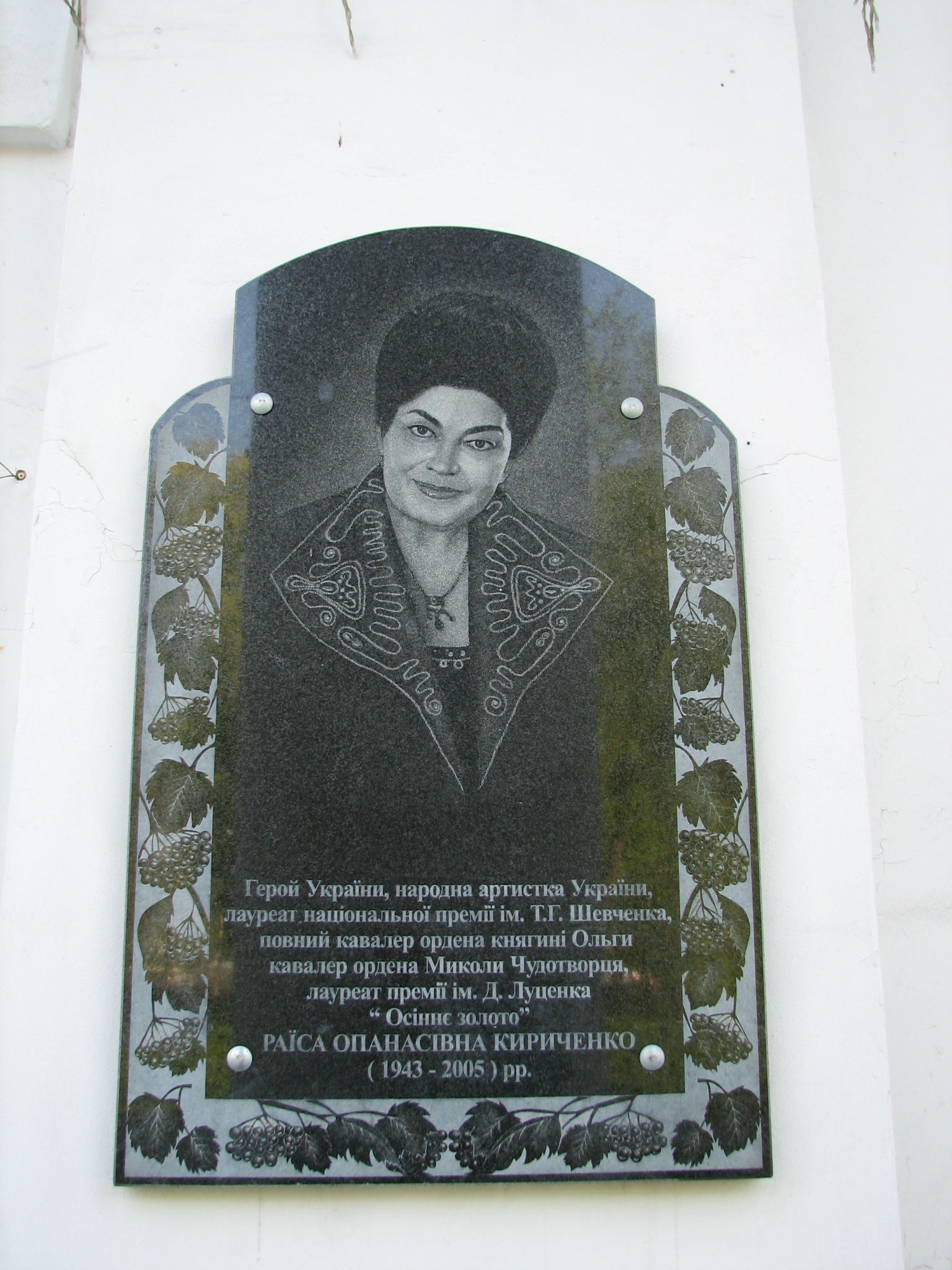
Gedenktafel für Rajissa Kyrytschenko in Poltawa

Rajissa Panassiwna Kyrytschenko (ukrainisch Раїса Панасівна Кириченко, * 14. Oktober 1943 in Koreschtschyna, heutiger Rajon Krementschuk; † 9. Februar 2005 in Kiew) war eine ukrainische Sängerin (Mezzosopran) und Lehrerin. 

## Biografie
Sie arbeitete auf einer Kolchose und sang dort auch in einem Chor, den sie gemeinsam mit anderen Frauen gegründet hatte. Sie wurde von Pawlo Otschenasch, dem Leiter des Volkschors von KrAZ entdeckt, als sie bei einem Feiertagskonzert auf der Ladefläche eines KrAZ-Lastwagens sang. Er lud sie ein, in Dnipropetrowsk zu singen. Kyrytschenko schloss die Sekundarstufe an einer Abendschule ab und sang 1962 im professionellen Chor der Philharmonie von Poltawa. Von 1963 bis 1967 war sie Mitglied der Philharmonie von Schytomyr. Von 1968 bis 1983 war sie Solistin des Volkschors von Tscherkassy. Von 1983 bis 1985 war sie im Vokal- und Choreographieensemble der Philharmonie von Tscherkassy. Von 1986 bis 1994 war sie Solistin der Philharmonie von Poltawa. Sie erhielt ihre Hochschulausbildung 1989 am Konservatorium Charkiw. Von 1994 bis 1997 unterrichtete sie an der Hochschule der Künste in Poltawa.
Sie lernte in der Poltawer Philharmonie den Bassisten Mykola Kyrytschenko kennen, den sie heiratete. Zusammen nahmen sie mehr als 200 Lieder auf. Sie tourte durch die Sowjetunion, Europa, Nordamerika, Australien und Afrika. Sie machte mehrere Aufnahmen auf Audiokassetten und CDs und veröffentlichte 1988 eine Liedersammlung. Melodija veröffentlichte 1992 eine Schallplatte mit Kyrytschenkos Aufnahmen. Laut Iwan Dratsch ist Rajissa Kyrytschenko ein Symbol der nationalen Identität, „weil ihre Lieder die Ukrainer unabhängig von ihrer geografischen Lage vereinten.“

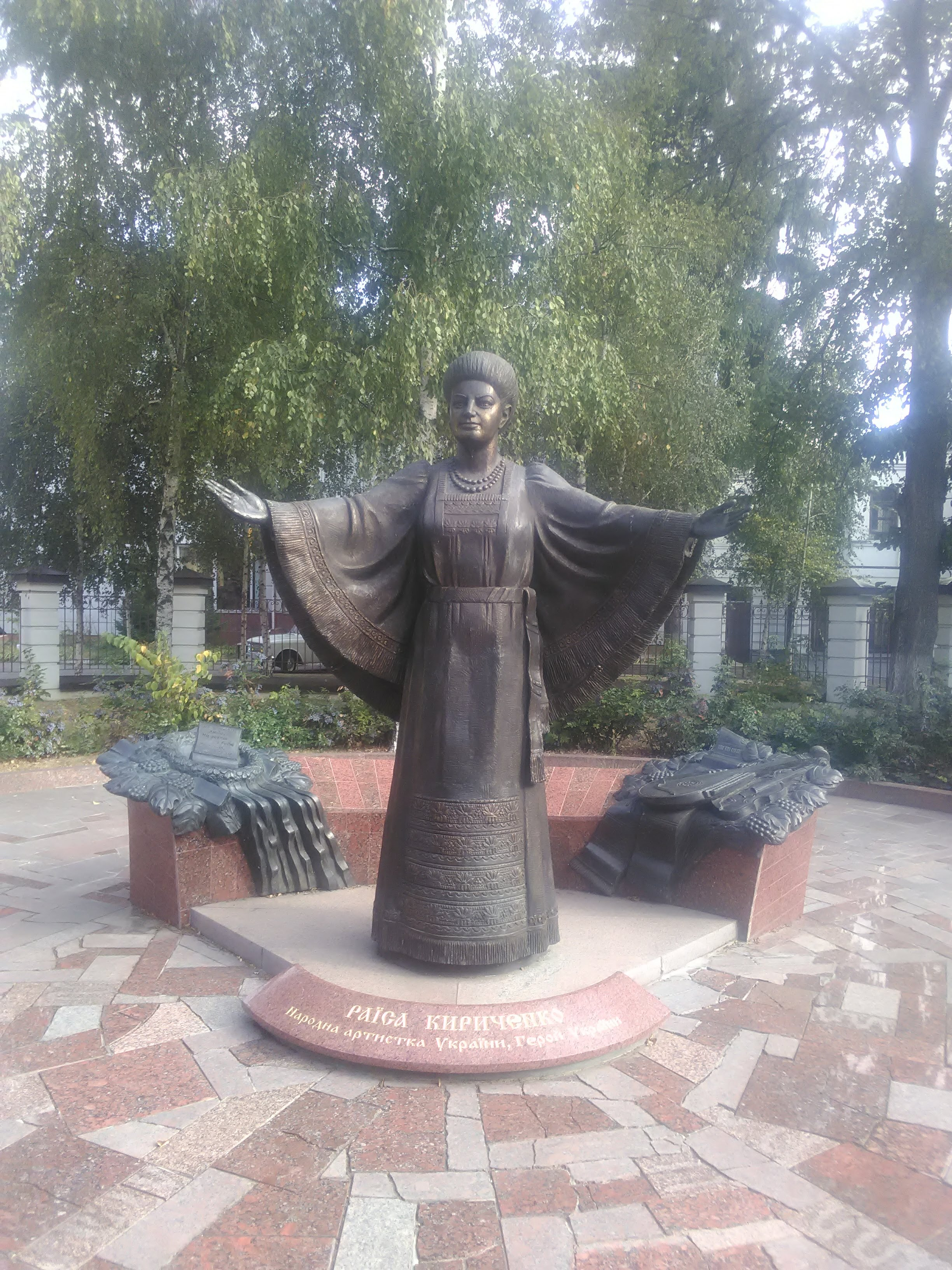
Statue von Rajissa Kyrytschenko in Poltawa

2002 wurde mit Kyrytschenkos Hilfe in ihrem Heimatort Koreschtschyna eine Kirche gebaut und die Dorfschule renoviert. Im Jahr 2003 schrieb sie ein Memoirenbuch mit dem Titel „Ich bin deine Kosakin, Ukraine“. Sie starb 2005 an einer Herzerkrankung.
Die Pädagogische Universität von Poltawa beherbergt ein Museum über Kyrytschenko. In der Stadt gibt es eine Straße, die nach ihr benannt ist und in der ein Denkmal für sie errichtet wurde. 2005 wurde in Poltawa ein nach  Kyrytschenko benanntes Popsong-Festival ins Leben gerufen.

## Auszeichnungen
- Volkskünstler der UkrSSR (1979)[1]
- Taras-Schewtschenko-Preis (1986)[1]
- Orden der Fürstin Olga alle Klassen (1998, 1999, 2001)[1]
- Held der Ukraine (2003)[4]
- Ehrenbürgerin von Baltimore[3]